# Rondibilis binhana
Rondibilis binhana är en skalbaggsart som först beskrevs av Maurice Pic 1926.  Rondibilis binhana ingår i släktet Rondibilis och familjen långhorningar. Inga underarter finns listade i Catalogue of Life.